# Playa del Carmen
Playa del Carmen est une station balnéaire située au Mexique sur le littoral de la mer des Caraïbes dans la péninsule du Yucatán, dans le canton (municipio) de Solidaridad dans l’État du Quintana Roo.

## Géographie
Cette localité appartient à un ensemble touristique appelé la Riviera Maya, bordée par la mer des Caraïbes, en concurrence avec le site de Cancún situé à 80 km. 
Playa del Carmen est le point d’accès principal pour se rendre en bateau sur l’île de Cozumel située juste en face. La ville est également desservie par le Train maya.

## Histoire
Pendant des siècles, Playa del Carmen, appelé Xaman Ha, est resté un petit village de pêcheurs et un point de passage pour accéder à l’île de Cozumel oú se trouvait un temple important dédié à Ixchel (Déesse de la lune et de la fertilité) pour la population maya vivant dans la région.
Jusqu’en 1993, Playa del Carmen dépendait du canton (municipio) de Cozumel, puis fut créé le canton (municipio) de Solidaridad regroupant Playa del Carmen, Akumal, Tulum, Chemuyil et d'autres petites localités.
Ce canton est resté dans l’ombre du développement de Cancún pendant des décennies. Comme le développement touristique de la zone hôtelière de Cancún avait atteint ses limites et en raison d’une demande croissante d’un tourisme plus « balnéaire », les investisseurs et le canton de Solidaridad créèrent la Riviera Maya dont Playa del Carmen serait le cœur.
Aujourd’hui, on compte plus de 180 hôtels plus ou moins bien intégrés au paysage sur la Riviera Maya comptant plus de 24 200 chambres (contre 270 hôtels et 14 000 chambres à Cancún). La population du canton est passée de 5 000 habitants en 1992 à 173 266 en 2012.

## Urbanisme
On peut distinguer trois espaces distincts dans la ville : la zone touristique, la ville résidentielle et la ville mexicaine.

### Zone touristique
Elle est essentiellement réduite à la 5e Avenue (Quinta Avenida) et à l’embarcadère pour Cozumel. Il s’agit d’une zone piétonne très commerciale et touristique où l’on peut trouver de multiples bars, boîtes de nuits, restaurants et boutiques. Cette zone se trouve aussi à proximité de la plage municipale de Playa del Carmen.

### Zone résidentielle
Il s’agit d’un quartier de la ville appelé Playacar qui a été urbanisé de façon à intégrer l’ancienne forêt semi-tropicale (forêt tropophile). De nombreux hôtels s’y sont développés, on y trouve aussi un terrain de golf (18 trous conçu par Robert Von Hagge) et un petit aérodrome. Ce quartier résidentiel a été conçu pour des investisseurs étrangers, surtout américains et mexicains, recherchant une résidence secondaire dans un cadre privilégié. Toute la zone est sous surveillance et l’accès est contrôlé.

### Ville mexicaine
Tout le reste de la ville, appelé également "el colosio" est représentatif des petites villes mexicaines avec leur circulation frénétique, leur architecture rudimentaire, l’absence totale de soucis d’esthétique et de cohérence urbaine.
La ville est en perpétuels travaux, non seulement pour l’aménagement de structures touristiques mais tout simplement parce que c’est une ville connaissant une croissance exponentielle. Des zones résidentielles destinées aux mexicains sont en cours de construction. Tous les mois s’ouvrent de nouveaux restaurants, supermarchés, cliniques, cinéma et bâtiments publics, de nouvelles rues sont goudronnées ou aménagées…

## Activités

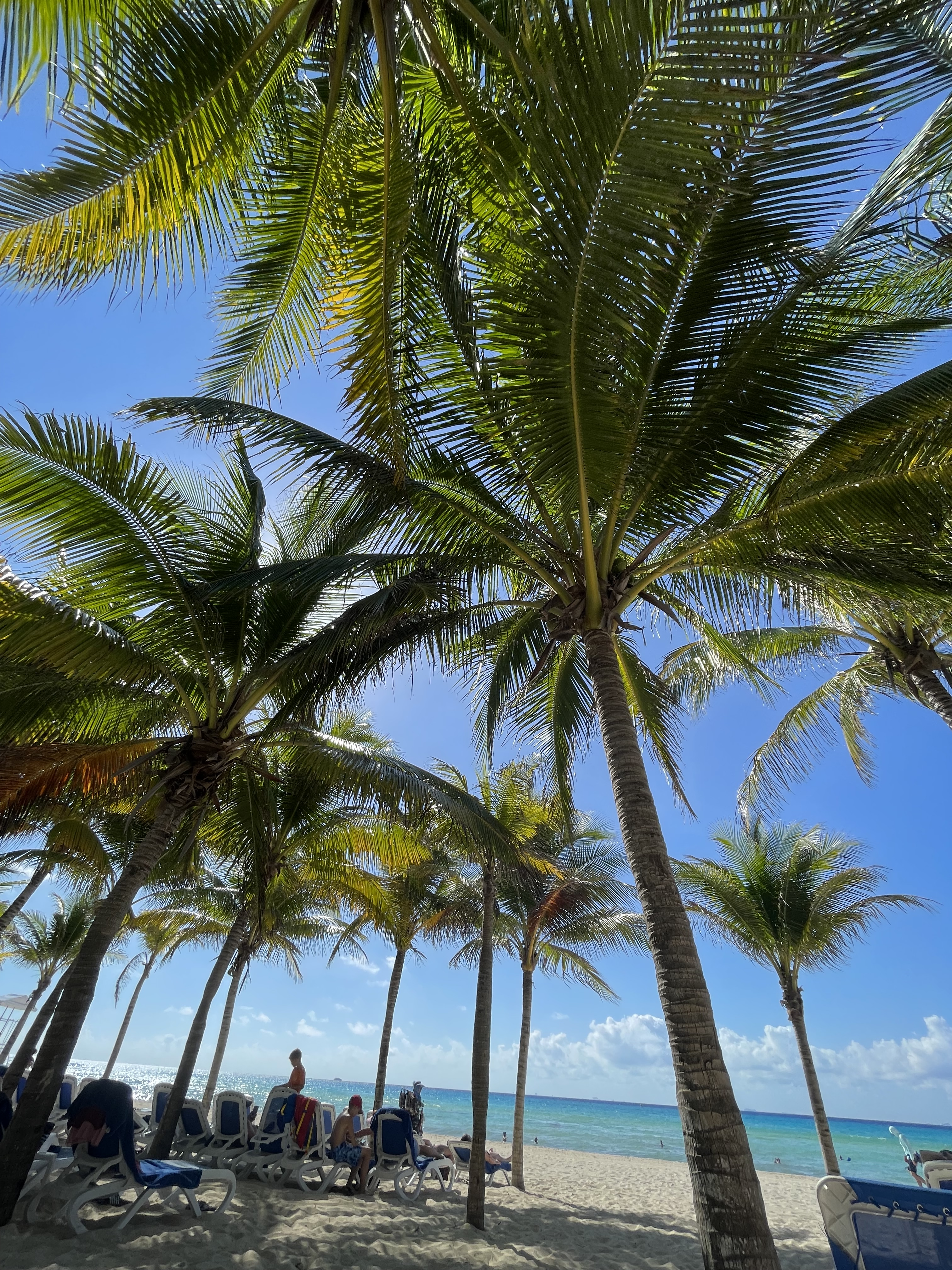
Tout inclus Viva Maya by Wyndham, vue de la plage.

Playa del Carmen est avant tout un lieu d’hébergement destiné aux touristes et le point d’accès pour se rendre à Cozumel. En dehors de la découverte de la 5e avenue et de la ville mexicaine, il y a peu d’attraits culturels.
La station balnéaire offre des activités aquatiques : plongée libre (apnée), plongée sous-marine, planche à voile, parachute ascensionnel, kite-surf, motomarine, pêche au gros. Les récifs coralliens de Akumal, Puerto Morelos ou Cozumel sont accessibles pour les amateurs de fonds sous-marins.
Une multitude de tours opérateurs organise des activités, des visites et des excursions. Il est facile de se rendre à Xcaret Eco Park ou XelHa (parcs aquatiques et culturels), à Tulum, à Cancún, à Cobá, dans la réserve naturelle de Sian Ka'an, à Chichen Itza ou encore Mérida (compter 10h de trajet A/R).
The BPM Festival, festival de musique électronique, est organisé chaque année en janvier.

## Jumelages
Playa del Carmen est jumelée avec les villes suivantes :
- Tossa de Mar (Espagne)
- Glendale (États-Unis)
- Camden (États-Unis)
- Rimini (Italie)
- Marbella (Espagne)
- Oaxaca de Juárez (Mexique)

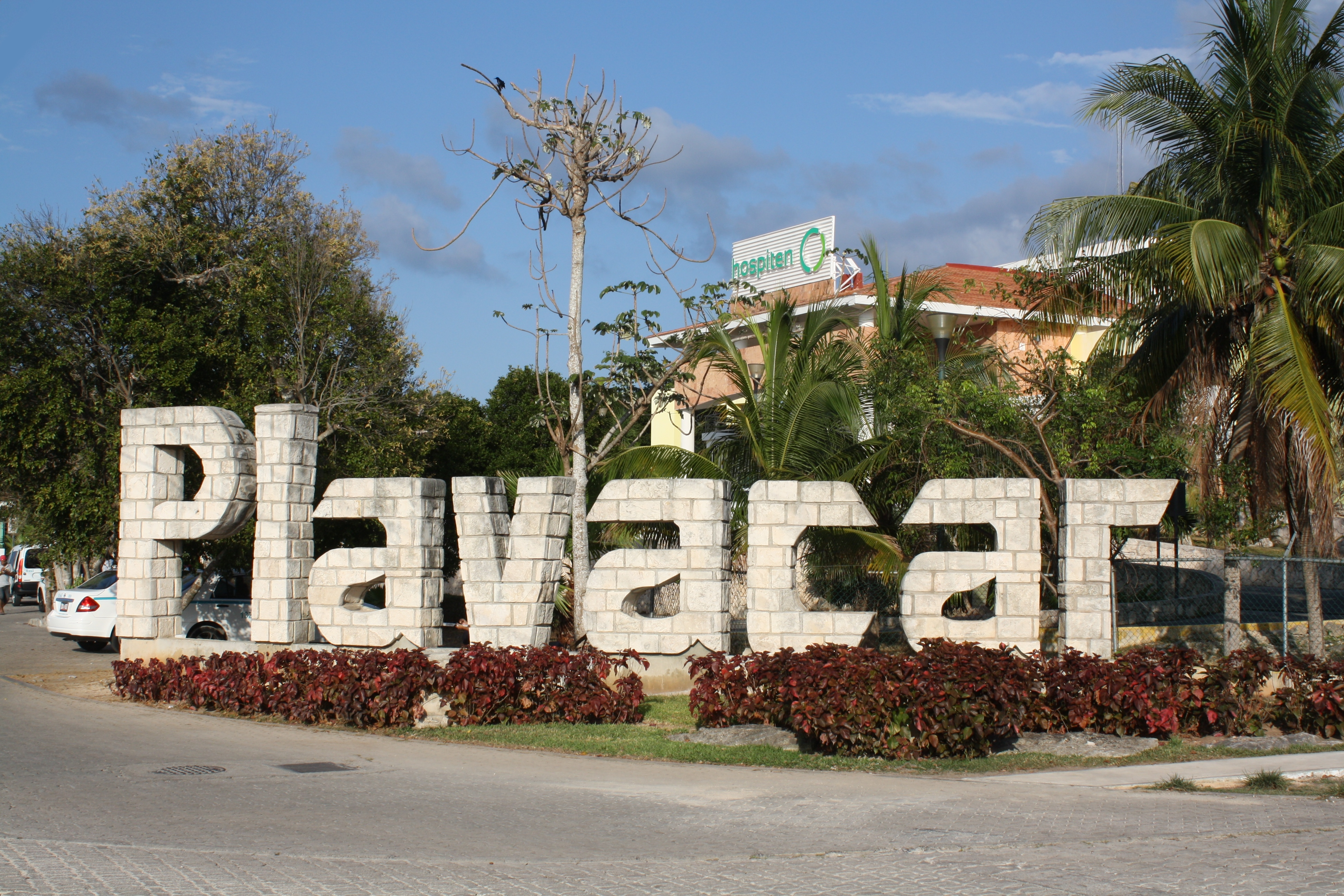
Entrée de la zone touristique "Playacar"
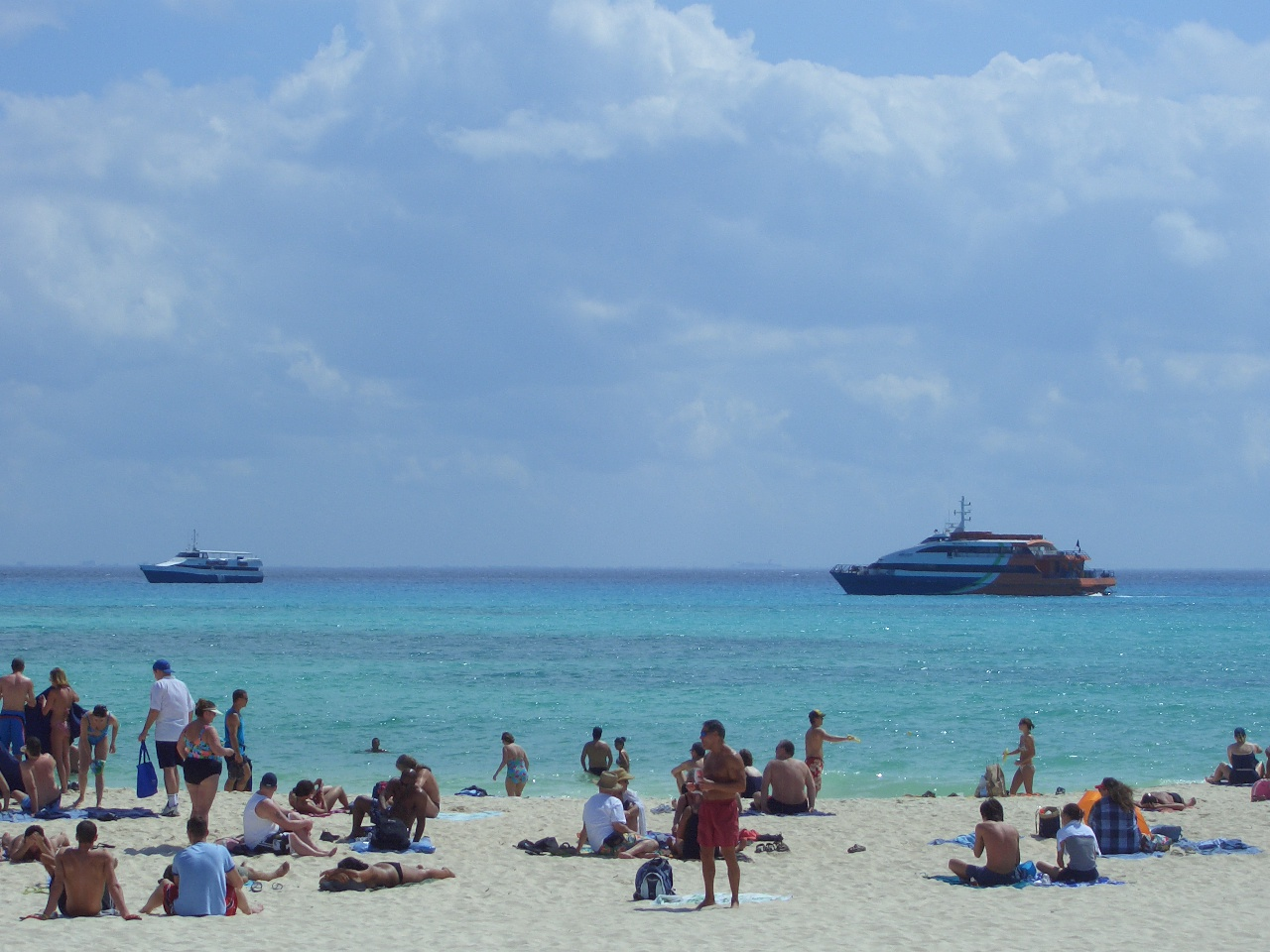
Plage de Playa del Carmen
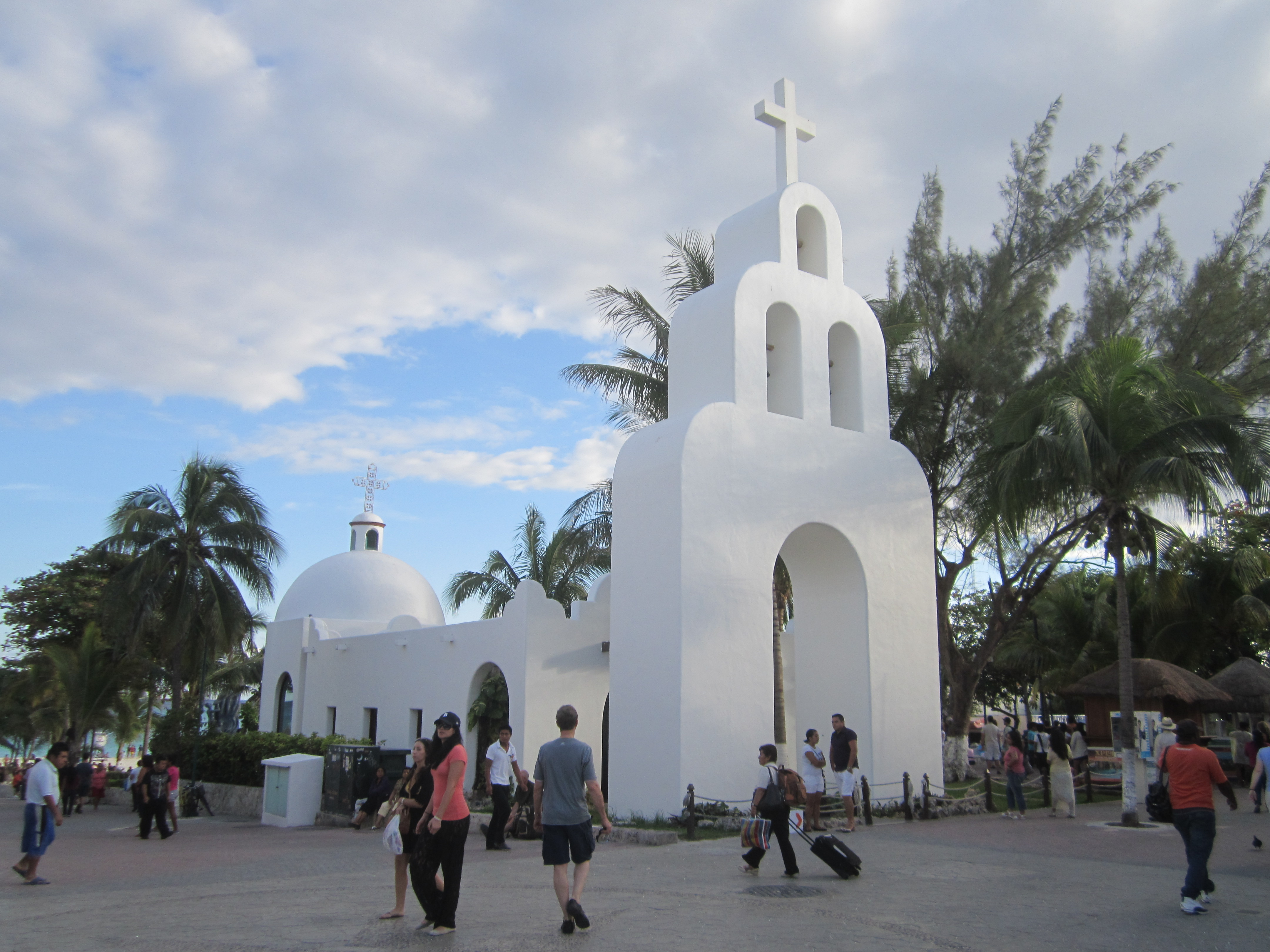
L’église catholique sur la Quinta Avenida
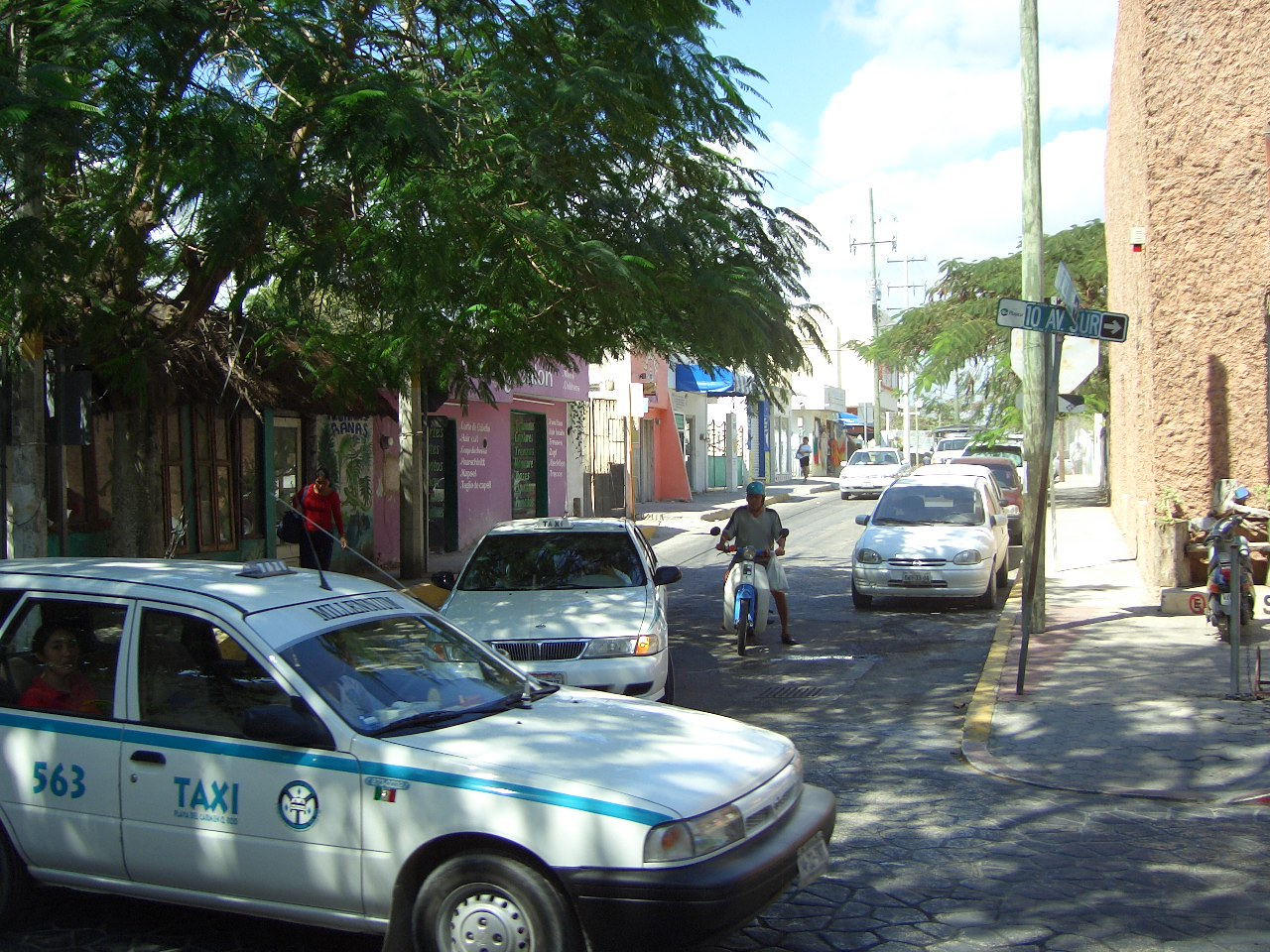
Rue de Playa